# Papuagrion prothoracale
Papuagrion prothoracale – gatunek ważki z rodziny łątkowatych (Coenagrionidae).